# Nationaal Landschap Winterswijk

Gebied van Nationaal Landschap Winterswijk

Het Nationaal Landschap Winterswijk is een gebied van bijna 22.000 hectare groot, gelegen in de Gelderse Achterhoek, ingesloten tussen Aalten, Groenlo, Lichtenvoorde en de Duitse grens. Midden in het gebied ligt Winterswijk. Karakteristiek voor het landschap zijn de vele essen en de kleinschalige verkaveling. Vanwege deze kenmerken riep de Nederlandse overheid het gebied in 2005 uit tot Nationaal Landschap, naast negentien andere gebieden. De provincie Gelderland stelde het in 2008 vast.

## Landschap
Het landschap in dit gebied heeft zich kunnen ontwikkelen door de relatieve afzondering van de rest van Nederland, daarvan gescheiden door grote moerassen. Ook was er een sterke oriëntatie op het Duitse Münsterland. Het huidige landschap is halfopen met afwisselend kleine percelen en grote essen met daarnaast bosjes, lanen, houtwallen en af en toe hoogveen. Mede door de essen is het reliëf opvallend. Ook kenmerkend zijn de meanderende beken in smalle dalen. Ten slotte is de bebouwing vervlochten in het landschap: oude boerderijen, gehuchten en grotere nederzettingen.
Bijzonder is de grote, open steengroeve bij Ratum. Afgezien van Zuid-Limburg is dit de enige plaats in Nederland waar geologische afzettingen uit het Tertiair zo dicht aan de oppervlakte komen.
Historisch-bouwkundig belangrijke landschapselementen zijn de watermolens, kloosters en kapellen.
Veel boerderijen zijn zogenaamde scholtehoeves, de (vroegere) woonplaatsen van invloedrijke scholteboeren.
Winterswijk is de grootste plaats, gevolgd door Aalten en Lichtenvoorde. In vroegere tijden waren het voormalige vestingstadje en huidige boekenstad Bredevoort en in mindere mate Aalten het belangrijkst. 
Van historisch belang in het stedelijk gebied zijn enkele fabrieken zoals de tricotfabriek in Winterswijk.

## Activiteiten
In het gebied liggen ongeveer 300 meestal relatief kleine boerderijen, waarvan 2/3 een hoofdinkomen uit het bedrijf haalt. Een groot gedeelte van het Nationaal Landschap is ongeschikt verklaard voor intensieve veehouderijen, waardoor 17 bedrijven voor verplaatsing in aanmerking komen. Een aantal bedrijven richt zich op biologische landbouw of recreatie.
In totaal liggen er ruim 100 verblijfsaccommodatie-bedrijven in het gebied en werken circa 1000 mensen in de recreatiesector.

## Beleid en bestuur
Al sedert de jaren zeventig is geprobeerd een beleidsmatige vorm te vinden voor het behoud van het gewaardeerde landschap rond Winterswijk. Aanvankelijk koerste men op een Nationaal Landschapspark, later kreeg het gebied de status van Waardevol Cultuurlandschap - WCL. In het begin waren er forse meningsverschillen over de vraag of een speciale beschermingsstatus wenselijk was, vooral tussen boeren en natuurbeschermers.
Anno 2010 is met het beleid van het Nationaal landschap een werkgroep belast waaraan de betrokken gemeenten Winterswijk, Oost Gelre, Berkelland en Aalten deel van uitmaken. Particulieren streven binnen de 'Stichting Erfgoed & Nationaal Landschap Winterswijk' naar een zo goed mogelijk beheer van de vele historische erfgoederen in het gebied.

## Natuurgebieden binnen het landschap
|  |  | - Bekendelle - Beurzerbeek - Borkense Baan - Bönnink - Buskersbos - Dottinkrade - Grote Goor - Hilgelo - Kloosterbos - Korenburgerveen - Landgoed de Batenborgh - Landgoed Mentink | - Landgoed Kotten - Landgoed Walfort - Loohuisbos - Meddosche Veen - Slingeplas - Steengroeve - Steenkamp - Stortelersbeek - Vragenderveen - Willinks Weust - Wooldse Veen - Zwanenbroek |

## Afbeeldingen

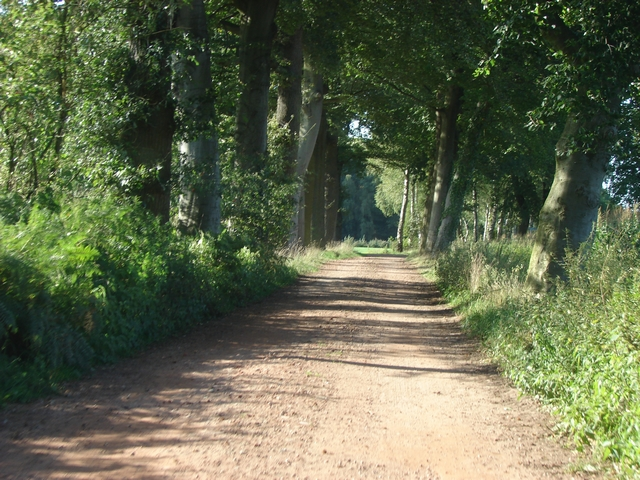
Onverhardeweg
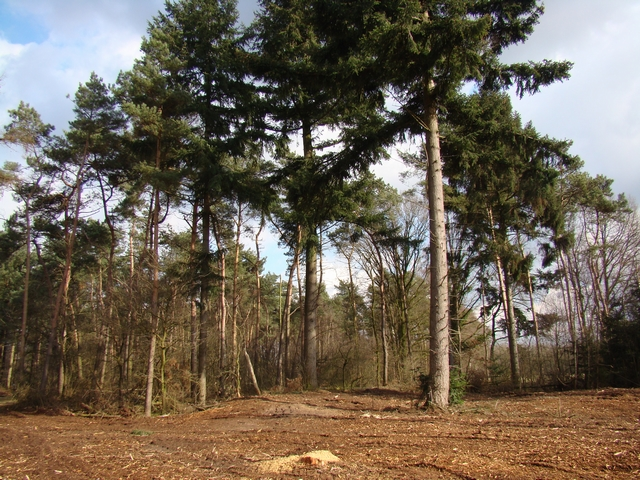
Walfortsbos
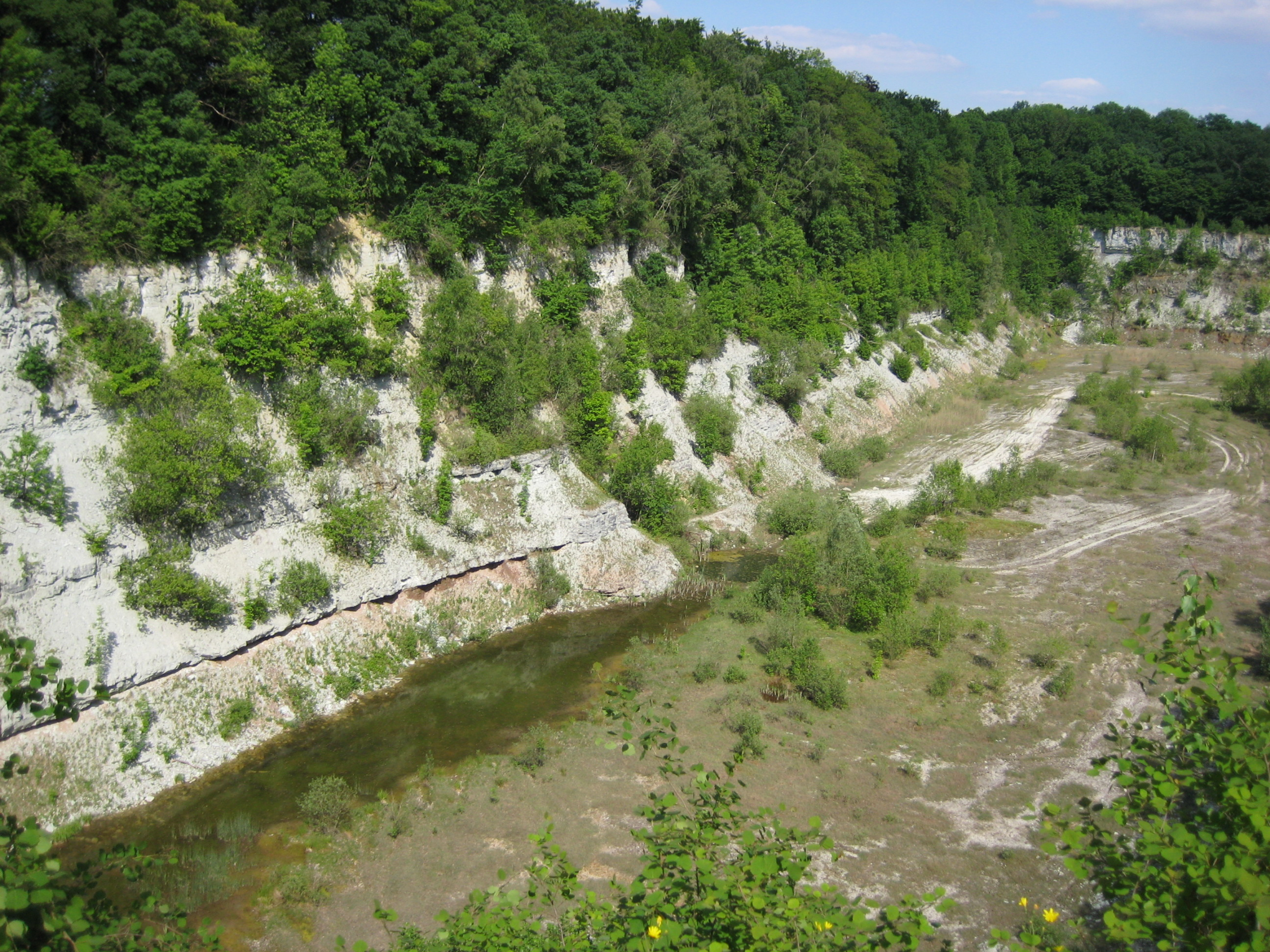
Steengroeve
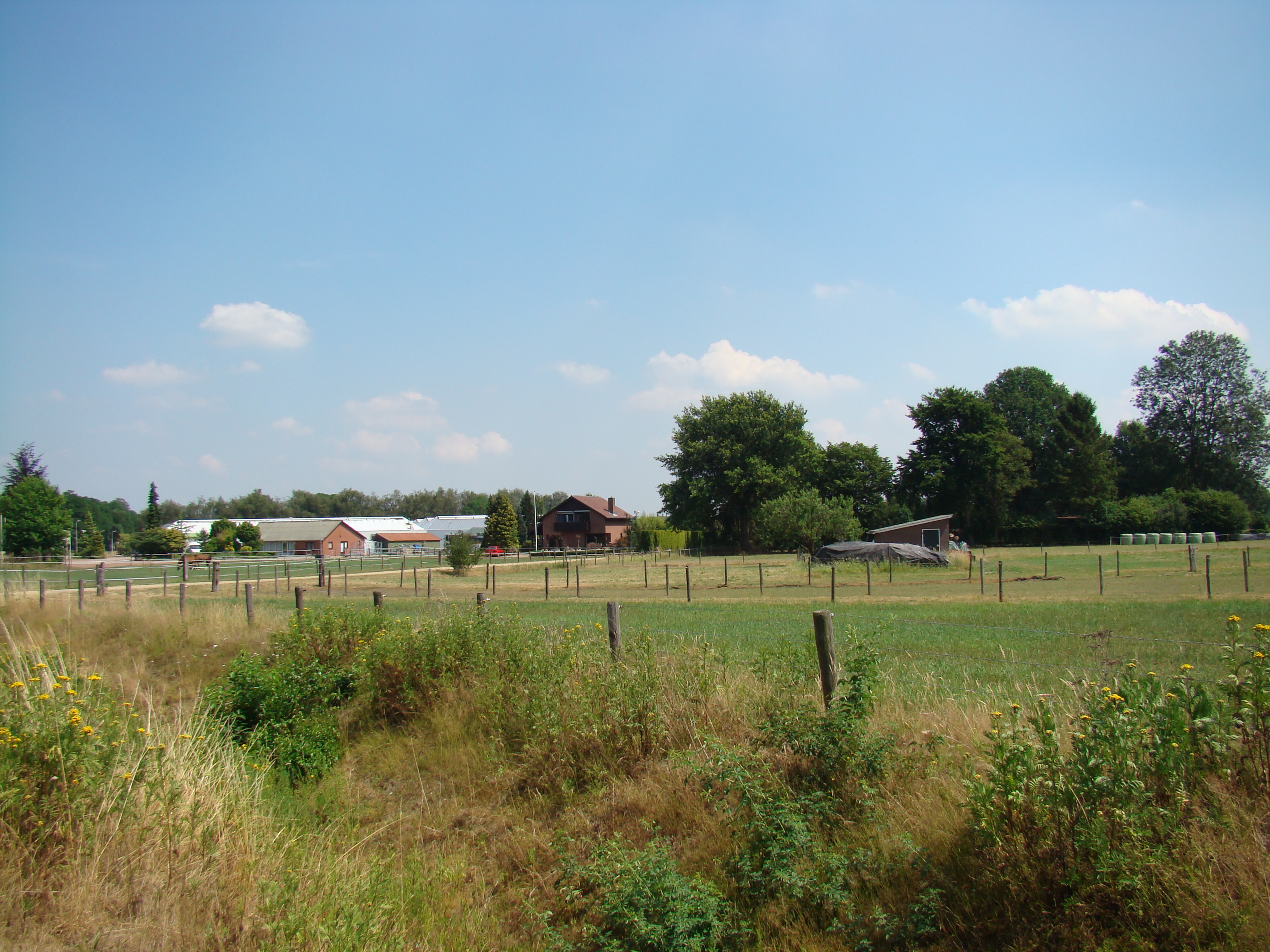
Ontginningslandschap
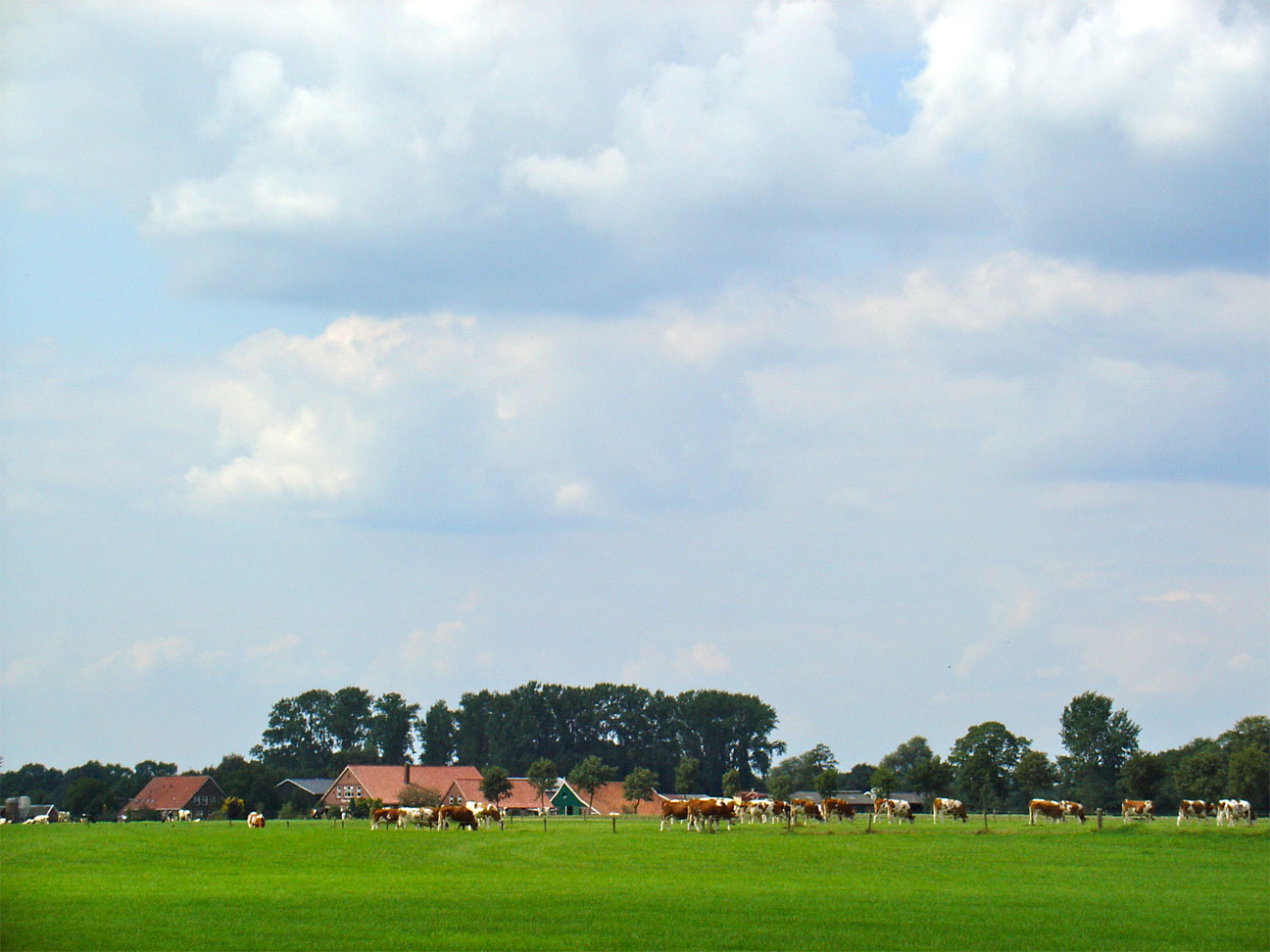
Beurze